# Witstuitzwaluw
De witstuitzwaluw (Tachycineta leucorrhoa) is een zangvogel uit de familie Hirundinidae (zwaluwen).

## Verspreiding en leefgebied
Deze soort komt voor van Bolivia tot centraal Brazilië en zuidelijk tot centraal en oostelijk Argentinië.

## Status
De grootte van de populatie is niet gekwantificeerd maar de soort wordt omschreven als algemeen. Op de Rode lijst van de IUCN heeft deze soort de status niet bedreigd.